# Lijst van paleizen in Madagaskar
Hieronder volgt een overzicht van paleizen in Madagaskar.
| Paleis                    | Plaats       | Regio      | Bouwjaar | Coördinaten                    |
| ------------------------- | ------------ | ---------- | -------- | ------------------------------ |
| Ambohitsorohitrapaleis    | Antananarivo | Analamanga | ?        | 18° 54′ 42″ ZB, 47° 31′ 28″ OL |
| Paleis van Andafiavaratra | Antananarivo | Analamanga | 1872     | 18° 55′ 15″ ZB, 47° 31′ 59″ OL |
| Rova van Antananarivo     | Antananarivo | Analamanga | 1610     | 18° 55′ 26″ ZB, 47° 31′ 56″ OL |
| Iavolohapaleis            | Antananarivo | Analamanga | ?        | 19° 00′ 12″ ZB, 47° 31′ 42″ OL |